# رافع ابن مطروح
أبو يحي رافع ابن مطروح التميمي  هو شيخ طرابلس وحاكمها وسيدا من ساداتها تولى حكم طرابلس بعد احتلال الصقليين لها سنة 540 هجرية وبقي حاكما للمدينة لمدة 12 سنة عانى فيها من حكم الصقليين، وهو من عائلة مطروح الطرابلسية الليبية العريقة والتي كان لها مكانة مرموقة في المدينة.

## ثورة رافع ابن مطروح
عند ظهور دولة الموحدين ثار رافع وسكان طرابلس على الصقليين وطردهم من المدينة واستقل بها ثم دخل في طاعة الموحدين سنة 555 هجرية... فجددو له بالولاية على طرابلس وبقي كذلك حتى أدركته الشيخوخة وعجز عن القيام بأعباء الحكم أيام يوسف بن عبد المؤمن فطلب منه أن يأذن له بالسفر إلى مصر بطريق البحر وكان ذلك سنة 568 هجرية وأخذ معه جميع أهله...

## سفره إلى مصر
سافر ابن مطروح إلى مصر عن طريق البحر سنة 568 هجرية بعد أن استأذن من يوسف بن عبد المؤمن وأخذ معه جميع أهله ووصل الاسكندرية في رجب 568 هجرية وبقي في مصر وبها دفن وبقيت ذريته في مصر

## أشعاره
- لوقفة بين باب البحر ضاحية***و باب هوارة أو موقف الغنم
- أشهى إلى النفس من كسر الخليج***ومن دير الزجاج وشاطئ بركة الحمام